# Толстоножка весенняя

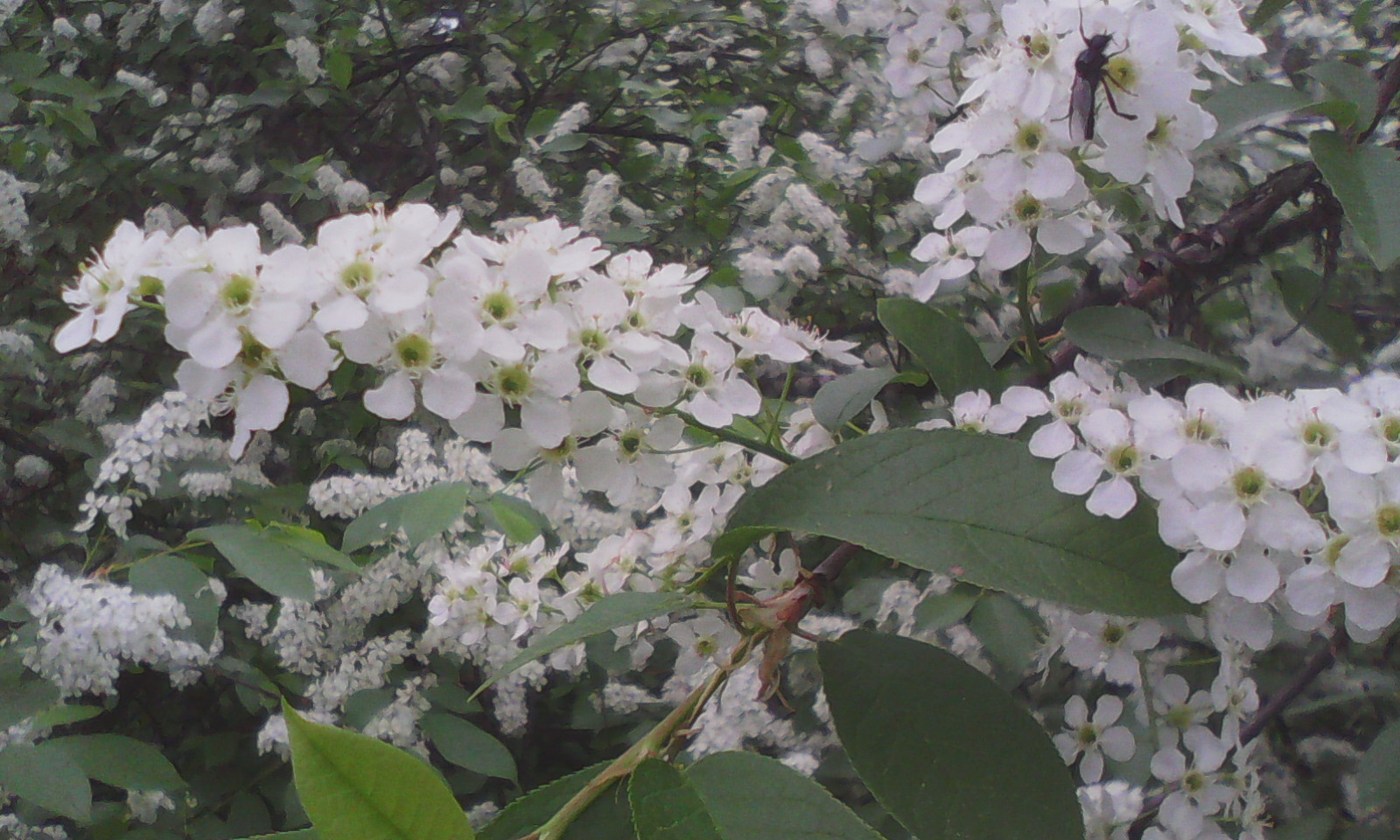
В Средней полосе России массовый вылет чёрных мух совпадает с цветением черёмухи обыкновенной (взрослая особь на цветках)

Толстоножка весенняя, или муха чёрная, или муха апрельская, толстоножка Марка (лат. Bibio marci) — вид насекомых из семейства Bibionidae (комары-толстоножки).
Тело чёрное и полностью покрыто чёрными волосками. Длина тела 10—13 мм. Время лёта: апрель-май. Имаго питаются на цветах пыльцой; весной, в период массового лёта, часто роятся. Самка откладывает в листовой перегной кладки по 100—150 яиц. Личинки почвенные, обычно живут гнездами, держатся группами и образуют крупные скопления. Питаются листовым опадом, гниющей древесиной, иногда встречаются среди корней живых растений, на полях и лугах, в навозе и разлагающихся веществах органического происхождения.
Изредка могут вредить, повреждая корни культурных растений (картофеля, томатов, сельдерея и др.), а также корни молодых хвойных и лиственных деревьев. Как разрушители растительных остатков, играют большую роль в почвообразовании.